# Karen Preston
Pour les articles homonymes, voir Preston.
Karen Elizabeth Preston, née le 8 juillet 1971 à Toronto en Ontario, est une patineuse artistique canadienne, double championne du Canada en 1989 et 1992.

## Biographie

### Carrière sportive
Karen Preston fréquente l'école secondaire d'Erindale à Mississauga. A neuf ans, elle rejoint le Toronto Cricket, Skating and Curling Club (TCSCC). Au cours de sa carrière sportive, ses entraîneurs étaient Ellen Burka, Osborne Colson, Wallace Diestelmeyer et Louis Stong.
Karen Preston est double championne du Canada en 1989 et 1992.
Elle représente son pays à trois mondiaux (1989 à Paris, 1992 à Oakland et 1993 à Prague) et aux Jeux olympiques d'hiver de 1992 à Albertville. N'étant que troisième des championnats nationaux de 1994, derrière Josée Chouinard et Susan Humphreys, elle n'a pas pu participer aux Jeux olympiques d'hiver de 1994 à Lillehammer.
Elle quitte les compétitions sportives après les championnats nationaux de 1994.

### Reconversion
Karen Preston devient entraîneur dans le Connecticut, en Floride, et dans le Michigan (à Ann Arbor), avant de rejoindre le personnel d'entraîneurs du TCSCC et de l'Académie canadienne de glace de Toronto.

### Vie privée
Karen Preston a deux enfants, Lindsay (née vers 2004) et Ryan (née vers 2007), et est devenue citoyenne américaine naturalisée pendant son séjour aux États-Unis.

## Palmarès
| Compétitions principales | 1989    | 1990    | 1991    | 1992    | 1993    | 1994    |  |  |  |  |  |  |  |  |
| Jeux olympiques d'hiver  |         |         |         | 8e      |         |         |  |  |  |  |  |  |  |  |
| Championnats du monde    | 11e     |         |         | 9e      | 8e      |         |  |  |  |  |  |  |  |  |
| Championnats du Canada   | 1re     | 4e      | 4e      | 1re     | 2e      | 3e      |  |  |  |  |  |  |  |  |
|                          |         |         |         |         |         |         |  |  |  |  |  |  |  |  |
| Autres compétitions      | 1988/89 | 1989/90 | 1990/91 | 1991/92 | 1992/93 | 1993/94 |  |  |  |  |  |  |  |  |
| Skate America            | 6e      |         | 8e      |         |         |         |  |  |  |  |  |  |  |  |
| Skate Canada             |         |         |         | 3e      |         | 3e      |  |  |  |  |  |  |  |  |
| Coupe d'Allemagne        |         |         | 3e      |         |         |         |  |  |  |  |  |  |  |  |
| Trophée de France        | 5e      |         |         |         | 2e      |         |  |  |  |  |  |  |  |  |
| Trophée NHK              |         |         |         | 4e      |         | 7e      |  |  |  |  |  |  |  |  |
|                          |         |         |         |         |         |         |  |  |  |  |  |  |  |  |